# Radek Blahut
Radek Blahut (* 15. September 1973) ist ein ehemaliger tschechischer Radrennfahrer.
Radek Blahut begann seine Karriere im Jahr 2000 bei dem Radsportteam Joko Velamos. 2004 fuhr er ein Jahr für Favorit und seit 2005 fährt er für das tschechische Continental Team PSK Whirlpool. In seinem zweiten Jahr dort wurde er Fünfter bei der Griechenland-Rundfahrt, Vierter beim Raiffeisen Grand Prix und Vierter beim Memoriał Henryka Łasaka. Außerdem gewann er das Duo Normand.

## Erfolge
2005
- eine Etappe Slowakei-Rundfahrt

2006
- Duo Normand (mit Ondřej Sosenka)
- eine Etappe Bulgarien-Rundfahrt

## Teams
- 2000 Joko Velamos
- 2001 Joko Velamos
- 2002 Joko Velamos
- 2003 Joko Velamos
- 2004 Favorit
- 2005 PSK Whirlpool
- 2006 PSK Whirlpool